# Владимир Рибич
Вла́димир Ри́бич (серб. Владимир Рибић / Vladimir Ribić, 28 березня 1981, Белград) — сербський футболіст, нападник.

## Біографія
Владимир Рибич народився у Белграді 28 березня 1981 року. З 11 років почав займатись футболом. Одного разу граючи з друзями в футбол, до Рибича підійшов один чоловік, який пізніше виявився тренером футбольної команди, і запропонував спробувати свої сили в дитячій футбольній команді «Бежанія». Батьки Рибиича, економісти за фахом, бажали бачити свого сина також в цій сфері, але він погодився на вступ до футбольної школи.
Незабаром Владимир почав виступати за головну команду белградської «Бежанії» в першій лізі сербського чемпіонату. З самого початку кар'єри Рибич виступав на позиції захисника. Пізніше перекваліфікувався у півзахисника, а згодом граючи за «Бежанію», зіграв у нападі. Вийшовши в ланку нападу одразу відзначився хет-триком. В наступному матчі дублем.
2003 року перейшов до клубу вищої сербської ліги «Раднички» (Обреновац), проте там перебував недовго. На зборах у Туреччині Рибич привернув увагу київських селекціонерів і у березні 2004 року перейшов у київський «Арсенал». Дебютував у матчі другого кола 13 чемпіонату України сезону 2003/04 проти «Борисфена» (2:0). Проте заграти в складі «гармашів» Рибич не зумів, дуже рідко виходячи на поле.
Влітку 2008 року перейшов у казахський «Кайрат», де провів один рік, і влітку 2009 року повернувся на Батьківщину, підписавши контракт з клубом «Чукарички».
На початку 2010 року перейшов в іранський клуб «Тарбіат Язд», де провів півроку, після чого повернувся в «Чукарички», за яке провів ще півроку.
Протягом усього 2011 року виступав за тайський клуб «Чонбурі», після чого покинув клуб.

## Цікаві факти
Все життя мріяв виступати за белградський «Партизан». Кумиром у футболі був Роберто Баджо.